# Die Weiden
Die Weiden ist eine Oper in sechs Bildern, vier Passagen, einem Prolog, einem Vorspiel, einem Zwischenspiel und einem Epilog von Johannes Maria Staud nach einem Libretto von Durs Grünbein basierend auf Algernon Blackwoods Erzählung The Willows (dt. Die Weiden). Die Oper behandelt die Themen Flüchtlingskrise und Rechtspopulismus und wurde am 8. Dezember 2018 an der Wiener Staatsoper uraufgeführt.

## Inhalt
Grünbeins Text verarbeitet Zitate aus dem politischen Diskurs der Gegenwart. Zentrale Bedeutung haben die Begriffe „Heimat“-Liebe und Fremdenhass, der offen artikuliert wird. Daher wird auf subtile psychologische Zeichnung von Personen in einer Handlung weitgehend verzichtet. Der Komponist selbst verglich das Werk mit einer Reise „in das Herz der Dunkelheit“ („into the heart of darkness“). Der als Handlungsort angegebene Fluss sei „wenn man so will, unzweifelhaft“ die Donau. In seiner Kurzbeschreibung schrieb er weiter:

„Das Geschehen schwankt zwischen einer Reisegeschichte zweier sich entzweiender Liebender und einem surreal verzerrten Beobachten der bedrohlichen Entwicklungen heute. Stichworte: der Wutbürger, die Bürgerwehr, das zunehmende Abschotten von außen und die Verrohung der gesellschaftlichen Mitte – und dies trotz unserer schwer belasteten Geschichte. Das erreichen wir mit pandämonischen Halluzinationen einer der Protagonistinnen wie auch durch das Verwandlungsmotiv Mensch-Karpfen.“

## Orchester
Die Orchesterbesetzung der Oper enthält die folgenden Instrumente:
- Holzbläser: drei Flöten (auch Altflöte und Piccolo-Blockflöte), drei Oboen (auch Englischhorn und Musette), drei Klarinetten (auch Bassetthorn und Kontrabassklarinette), zwei Fagotte (auch Kontrafagott)
- Blechbläser: vier Hörner, drei Trompeten, drei Posaunen, Tuba
- Pauken, Schlagzeug (vier Spieler)
- Harfe
- Klavier, Celesta
- Streicher: vierzehn Violinen 1, zwölf Violinen 2, zehn Bratschen, acht Violoncelli, sechs Kontrabässe
- Bühnenmusik: Klarinette, Trompete, Posaune, Schlagzeug, Harmonium, Violine, Bratsche, Kontrabass, Live-Elektronik

## Werkgeschichte
Das Werk entstand als Auftragswerk der Wiener Staatsoper und wurde am 8. Dezember 2018 ebenda unter dem Dirigenten Ingo Metzmacher in einer Inszenierung von Andrea Moses uraufgeführt. Die Bühne stammte von Jan Pappelbaum, die Kostüme von Kathrin Plath, das Lichtdesign von Bernd Purkrabek, die Videos von Arian Andiel und die Realisierung der Live-Elektronik vom Experimentalstudio des SWR. Die Darsteller waren Rachel Frenkel (Lea), Tomasz Konieczny (Peter), Thomas Ebenstein (Edgar), Andrea Carroll (Kitty), Udo Samel (Krachmeyer), Herbert Lippert (Leas Vater), Monika Bohinec (Leas Mutter), Alexandru Moisiuc (Peters Vater), Zoryana Kushpler (Peters Mutter), Sylvie Rohrer (Fernsehreporterin) und Wolfgang Bankl (Demagoge/Oberförster). Die Aufführung wurde live im Radio Österreich 1 übertragen.